# Johan Hedberg
Johan Hedberg (* 5. Mai 1973 in Leksand) ist ein ehemaliger schwedischer Eishockeytorwart und derzeitiger -trainer.

## Karriere
Johan Hedberg begann seine Karriere in der Nachwuchsabteilung des Leksands IF, für dessen U18-Mannschaft er ab 1987 in der U18-Juniorserien spielte. Zwischen 1989 und 1992 war er für die U20-Junioren des Vereins aktiv, ehe er vor der Saison 1992/93 zum Ersatztorhüter von Åke Lilljebjörn aus der Profimannschaft befördert wurde. Insgesamt absolvierte er in seiner ersten Elitserien-Saison 13 Einsätze und erreichte in der Vor- und Zwischenrunde die beste Fangquote aller Torhüter der Spielklasse.

### Europa und Minor Leagues
Während des NHL Entry Draft 1994 wurde er in der neunten Runde, 218. insgesamt, von den Philadelphia Flyers ausgewählt. Hedberg blieb jedoch bei seinem Heimatverein, da ihn die Flyers erst nach Nordamerika holen wollten, wenn er den Sprung in die Nationalmannschaft geschafft hatte. Im Sommer 1997 verließ er seinen Heimatverein, um selbst den Einstieg in das nordamerikanische Eishockey zu schaffen. Bis dahin hatte er insgesamt 116 Spiele für Leksands IF absolviert, in denen er einen Goals Against Average von 2,79 erreichte. Mit den Baton Rouge Kingfish aus der East Coast Hockey League fand er seinen ersten Verein in Nordamerika, für den er zwei Spiele absolvierte. Anschließend war er für die Detroit Vipers und die Manitoba Moose in der International Hockey League aktiv, ehe die Flyers Hedbergs NHL-Rechte im August 1998 an die San Jose Sharks abgaben. Da die Sharks über eine große Anzahl hoffnungsvoller Torwart-Talente verfügten, entschloss sich Hedberg 1998 zu einer Rückkehr zu seinem Stammverein. Während der Saison 1998/99 erreichte er mit dem Leksands IF die Zwischenrunde der European Hockey League und gehörte dabei statistisch zu den besten Torhütern des Wettbewerbs.

### Aufstieg in die National Hockey League
Im Sommer 1999 holten ihn die Sharks zurück nach Nordamerika und setzten ihn in der Folge bei ihrem Farmteam, den Kentucky Thoroughblades aus der American Hockey League ein. In der folgenden Spielzeit war Hedberg Stammtorhüter der Manitoba Moose und seine überdurchschnittliche Spielweise erregte die Aufmerksamkeit von Eddie Johnston, dem damaligen Assistant General Manager der Pittsburgh Penguins. Im März 2001 erfuhr Hedberg auf dem Flughafen von Winnipeg von Randy Carlyle, dem damaligen Trainer der Moose, dass ihn – zusammen mit Bobby Dollas – die Pittsburgh Penguins verpflichtet hätten. Anschließend wurde Hedberg nicht ins Farmteam geschickt, sondern sofort dem NHL-Kader der Penguins zugeteilt. Zwei Tage später debütierte er für sein neues Franchise in der National Hockey League. Bis zum Start der Play-offs wenige Wochen später absolvierte er acht weitere Partien und war in den anschließenden Play-offs Stammtorhüter der Penguins. In diesen erreichten Hedberg und sein Team das Eastern-Conference-Finale.

### Torhüter in der National Hockey League
In den folgenden zwei Spielzeiten absolvierte er 66 respektive 41 Partien der Hauptrunde für die Penguins, ehe er im August 2003 von den Vancouver Canucks verpflichtet wurde, die im Gegenzug ein Draftrecht für den NHL Entry Draft 2004 an die Penguins abgaben. In der folgenden Saison war er Back-Up von Dan Cloutier bei den Canucks und erreichte in 21 Partien einen Gegentorschnitt von 2,51. Aufgrund des Lockouts in der Saison 2004/05 kehrte Hedberg nach Europa zurück und absolvierte einige Partien für seinen Heimatverein, der mittlerweile in der zweitklassigen HockeyAllsvenskan spielte. Mit dem Leksands IF schaffte er in der Kvalserien den Wiederaufstieg in die Elitserien. Anschließend kehrte er nach Nordamerika zurück und wurde, da er keinen gültigen NHL-Vertrag hatte, als Free Agent von den Dallas Stars verpflichtet. Bei den Stars kam er hinter Stammtorhüter Marty Turco zu 19 Einsätzen. Im Juli 2006 unterzeichnete Hedberg einen Vertrag über zwei Jahre Laufzeit mit den Atlanta Thrashers und agierte anschließend zunächst als Back-Up von Kari Lehtonen. Während der Saison 2007/08 verletzte sich Lehtonen schwer, so dass Hedberg Stammtorhüter der Thrashers wurde. Im Juni 2008 einigten sich die Thrashers und Hedberg über eine Vertragsverlängerung bis 2010. Während der Saison 2009/10 teilte er sich den Posten des Torhüters mit Ondřej Pavelec. Obwohl Hedberg gute Leistungen zeigte (91,5 % Fangquote, 2,62 GAA) erhielt er nach Auslaufen seines Vertrages kein neues Angebot der Thrashers. Daher verließ Hedberg im Juli 2010 die Thrashers nach vier Jahren Franchise-Zugehörigkeit und wurde von den New Jersey Devils verpflichtet.
Bei den Devils stand er noch weitere drei Spielzeiten im NHL-Aufgebot, ehe er in der Saison 2013/14 zu nur einem Einsatz bei den Albany Devils in der AHL kam. Im Anschluss beendete er seine aktive Karriere und wurde von den Albany Devils direkt als Torwarttrainer übernommen.

### International
Johan Hedberg erhielt seine erste Berufung für die Schwedische Nationalmannschaft im Vorfeld der Weltmeisterschaft 1994, bei der er als dritter Torhüter zwar ohne Einsatz blieb, aber mit dem Team die Bronzemedaille gewann. Zwei Jahre später nahm er mit der Nationalauswahl am World Cup of Hockey 1996 teil, war aber erneut nur Ersatztorhüter. Bei der Weltmeisterschaft 1997 war Hedberg Back-Up von Tommy Salo, absolvierte ein Spiel und gewann mit den Tre Kronors die Silbermedaille.
1998 nahm Hedberg an seinen ersten Olympischen Winterspielen teil, war erneut Ersatztorhüter von Tommy Salo und blieb im Turnierverlauf ohne Einsatz. Bei der Weltmeisterschaft im gleichen Jahr erhielt Hedberg eine Einsatzchance und gewann mit dem Nationalteam am Turnierende die Goldmedaille. Ein Jahr später, bei der Weltmeisterschaft 1999, gewann er eine weitere Bronzemedaille, wobei er als dritter Torhüter hinter Salo und Petter Rönnquist nur eine Minute Eiszeit im Turnierverlauf erhielt.
Bei den Olympischen Winterspielen 2002 in Salt Lake City gehörte Hedberg erneut zum schwedischen Olympiakader, kam zu einem Einsatz und belegte mit der Auswahlmannschaft den fünften Platz.

### Spitzname
Johan Hedberg werden zwei Spitznamen gegeben: „Moose“ und gelegentlich „Yo-Yo“. Er bekam den Spitznamen „Moose“, als er 2001 kurzfristig für die Pittsburgh Penguins als Torhüter eingesetzt wurde, aber noch den Helm der Manitoba Moose trug. Der Helm war mit dem Schriftzug Moose versehen, so dass die Fans der Penguins nach jeder Parade von Hedberg Moose zu rufen, was oft als Boo missverstanden wurde.

### Trainerkarriere
Nach der Saison 2014/15 verpflichteten ihn die San Jose Sharks als Torwart- und Assistenztrainer unter Peter DeBoer. Dort wurde er im Dezember 2019 entlassen. Zur Saison 2020/21 wurde er zum Cheftrainer des schwedischen Zweitligisten Mora IK ernannt. Dieses Amt hatte Hedberg drei Saisonen lang inne, wobei der Schwede in seiner Debütsaison als Trainer des Jahres der zweitklassigen HockeyAllsvenskan ausgezeichnet worden war. Zur Spielzeit 2023/24 erhielt er den Job als Cheftrainer des Örebro HK, wurde aber bereits im Januar 2024 entlassen. Zur Saison 2024/25 wurde er vom Ligakonkurrenten Färjestad BK als Assistenztrainer engagiert; gemeinsam mit Thomas Rhodin unterstützt er Cheftrainer Tomas Mitell.

## Erfolge und Auszeichnungen
- 1993 Beste Fangquote der Elitserien (Hauptrunde)
- 1997 Bester Gegentorschnitt, beste Fangquote der Elitserien (Play-offs)
- 2005 Aufstieg aus der HockeyAllsvenskan in die Elitserien mit dem Leksands IF
- 2021 Cheftrainer des Jahres der HockeyAllsvenskan

### Rekorde
Am 26. Dezember 2005 erzielte Hedberg zwei Assists im Spiel gegen die St. Louis Blues. Er ist der erste Torhüter in der Geschichte der Dallas Stars, der zwei Assists in einem Spiel erreichte – der letzte Torhüter der NHL, der dies schaffte, ist Patrick Roy im Dezember 2000.

### International
- 1994 Bronzemedaille bei der Weltmeisterschaft (als Ersatztorhüter ohne Einsatz)
- 1997 Silbermedaille bei der Weltmeisterschaft
- 1998 Goldmedaille bei der Weltmeisterschaft
- 1999 Bronzemedaille bei der Weltmeisterschaft